# Vicente Pascual Collado
Vicente Pascual Collados (Argente, Teruel, Aragón, España, 31 de agosto de 1986), deportivamente conocido como Vicente Pascual, es un exfutbolista español. Como jugador se desempeñaba en la posición  de centrocampista. Actualmente es entrenador en las categorías inferiores del Real Zaragoza.

## Trayectoria
Debutó en la Primera División de España en la 33º jornada de la temporada 2007/2008, en el partido Real Zaragoza 3 - 0 Real Club Recreativo de Huelva, partido en el que además resultó expulsado por doble amarilla tras entrar en el terreno de juego en sustitución del argentino Pablo Aimar. En la siguiente temporada jugó algunos minutos más con el primer equipo. Su único gol con los maños lo marcó el 16 de mayo de 2009, cuando saltó a la cancha faltando muy pocos minutos para el final del encuentro y marcó el tres a cero al Celta de Vigo. Al final de la temporada pasaría a la Sociedad Deportiva Huesca de la Segunda División española, la que sería su segunda etapa en el club oscense tras estar cedido durante la temporada 2004/05. El día 5 de julio de 2010 Vicente Pascual se compromete con el Club Deportivo Castellón por una temporada, con el objetivo de devolver al club de la plana a la división de plata. Finalmente, el interior aragonés no pudo cumplir ni los objetivos individuales ni los colectivos, jugando diecisiete partidos, aunque tan solo cuatro como titular. En la temporada siguiente ficha por el recién ascendido Andorra Club de Fútbol. Después pasaría por el C. D. Sariñena, y posteriormente por el C. D. Teruel, club en el que se lesiona de gravedad en la rodilla y estaría apartado meses de los terrenos de juego, por lo que no renueva con los turolenses y queda sin equipo. En septiembre de 2015 vuelve a fichar por el equipo turolense.

## Clubes
| Club              | País   | Año       |
| ----------------- | ------ | --------- |
| Real Zaragoza "B" | España | 2003-2004 |
| S. D. Huesca      | España | 2004-2005 |
| Real Zaragoza "B" | España | 2005-2009 |
| Real Zaragoza     | España | 2008-2009 |
| S. D. Huesca      | España | 2009-2010 |
| C. D. Castellón   | España | 2010-2011 |
| Andorra C. F.     | España | 2011-2012 |
| C. D. Sariñena    | España | 2012-2013 |
| C. D. Teruel      | España | 2013-2014 |